# Sándor Veress
Sandor Veress (født 1. februar 1907 i Kolozsvár, Ungarn (nu Cluj-Napoca, Rumænien), død 4. marts 1992 i Bern, Schweiz) var en ungarsk/schweizisk komponist, pianist og lærer.
Veress studerede klaver og komposition på Musikkonservatoriet i Budapest hos Zoltan Kodaly og Bela Bartok. Han studerede ungarsk og transylvansk folkemusik hos Laszlo Lajtha. Veress har skrevet 2 symfonier, orkesterværker, kammermusik, operaer, balletmusik, koncertmusik, vokalmusik etc. Han underviste i komposition på Musikkonservatoriet i Budapest. Veress bosatte sig i Schweiz (1949), og underviste der i komposition på Musikkonservatoriet i Bern og på Universitetet i Bern.

## Udvalgte værker
- Symfoni nr. 1 (Dedikeret til den Japanske Kejser og Regering for 2600 Nationaldag) (1940) - for orkester
- Symfoni nr. 2 "Sinfonia Minneapolitana" (1954) - for orkester
- Violinkoncert (1939-1948) - for violin og orkester
- "Musica Ungareska" (1938) - for orkester